# یوزفین بورنه‌بوش
یوزفین بورنه‌بوش (سوئدی: Josephine Bornebusch؛ زادهٔ ۱۲ سپتامبر ۱۹۸۱) بازیگر اهل سوئد است.
از فیلم‌ها یا برنامه‌های تلویزیونی که وی در آن نقش داشته است، می‌توان به بال‌های شیشه‌ای اشاره کرد.